# Coral Browne
Coral Edith Browne (Melbourne, 23 de julho de 1913 - Los Angeles, 29 de maio de 1991) foi uma atriz australiana. Em 1984, ela ganhou o BAFTA TV Award de melhor atriz por seu desempenho no telefilme An Englishman Abroad (1983) de Alan Bennett.

## Biografia
Coral Edith Browne nasceu em 23 de julho de 1913, em Melbourne, e estudou arte e design cênico. Aos 17 anos, ela começou sua carreira de atriz, aparecendo em 28 peças na Austrália. Aos 21 anos ela foi para Londres com seu pai, e começou a trabalhar nos teatros de West End.
No cinema ela apareceu em Em Roma na Primavera  (1961), Dr. Crippen (1962), A Noite dos Generais (1967), The Killing of Sister George (1968) e A Classe Dominante (1972). Ela também estrelou o filme As sete máscaras da morte (1973) ao lado de Vincent Price com quem se casou no ano seguinte. 
Em 1985 ela interpretou Alice Liddell em No Mundo dos Sonhos, esse foi seu último papel no cinema.

## Filmografia

### Filmes
| Ano  | Título                         | Papel                        | Nota(s)                             |
| ---- | ------------------------------ | ---------------------------- | ----------------------------------- |
| 1933 | Waltzing Matilda               |                              |                                     |
| 1935 | Line Engaged                   | Doreen                       |                                     |
| 1935 | Charing Cross Road             | Lady Ruston                  |                                     |
| 1936 | The Amateur Gentleman          | Pauline Darville             |                                     |
| 1936 | Guilty Melody                  | Cecile                       |                                     |
| 1938 | We're Going to Be Rich         | Pearl                        |                                     |
| 1938 | Yellow Sands                   | Emma Copplestone             |                                     |
| 1939 | Footsteps in the Sand          | Lily James                   |                                     |
| 1939 | The Nursemaid Who Disappeared  | Mabel Barnes                 |                                     |
| 1940 | Let George Do It!              | Iris                         | conhecido como, To Hell with Hitler |
| 1946 | Piccadilly Incident            | Virginia Pearson             |                                     |
| 1947 | The Courtneys of Curzon Street | Valerie                      | conhecido como, Kathy's Love Affair |
| 1954 | Twist of Fate                  | Helen                        |                                     |
| 1958 | Auntie Mame                    | Vera Charles                 |                                     |
| 1961 | The Roman Spring of Mrs. Stone | Meg                          |                                     |
| 1962 | Go to Blazes                   | Colette                      |                                     |
| 1963 | Tamahine                       | Madame Becque                |                                     |
| 1963 | Dr. Crippen                    | Belle Elmore                 |                                     |
| 1967 | The Night of the Generals      | Eleanore von Seidlitz-Gabler |                                     |
| 1968 | The Legend of Lylah Clare      | Molly Luther                 |                                     |
| 1968 | The Killing of Sister George   | Mercy Croft                  |                                     |
| 1972 | The Ruling Class               | Lady Claire Gurney           |                                     |
| 1973 | Theatre of Blood               | Chloe Moon                   |                                     |
| 1975 | The Drowning Pool              | Olivia Devereaux             |                                     |
| 1980 | Xanadu                         | Heavenly voz #2              |                                     |
| 1982 | Sparky's Magic Piano           | (voz)                        | Video                               |
| 1984 | American Dreamer               | Margaret McMann              |                                     |
| 1985 | Dreamchild                     | Alice Hargreaves             |                                     |

### Televisão
| Ano  | Título                           | Papel                     | Nota(s)                           |
| ---- | -------------------------------- | ------------------------- | --------------------------------- |
| 1952 | Affairs of State                 |                           | telefilme                         |
| 1955 | Simon and Laura                  | Laura Foster              | telefilme                         |
| 1956 | London Playhouse                 | Amanda Pinkerton          | "The Guv'nor"                     |
| 1956 | ITV Television Playhouse         |                           | "Castle in the Air"               |
| 1969 | Play of the Month                | Donna Lucia D'Alvadorez   | "Charley's Aunt"                  |
| 1972 | Stage 2                          | Mrs. Kitty Warren         | "Mrs. Warren's Profession"        |
| 1972 | Play of the Month                | Mrs. Erlynne              | "Lady Windermere's Fan"           |
| 1974 | Play of the Month                | Lady Bracknell            | "The Importance of Being Earnest" |
| 1979 | Time Express                     | Margaret 'Maggie' Winters | Main role                         |
| 1982 | Eleanor, First Lady of the World | Lady Reading              | telefilme                         |
| 1983 | An Englishman Abroad             | ela mesma                 | telefilme                         |